# Bisdom Toruń

Bisdommen in Polen
11. Aartsbisdom Gdańsk
12. Bisdom Pelplin
13. Bisdom Toruń

Het bisdom Toruń (Latijn: Dioecesis Thoruniensis, Pools: Diecezja Toruńska) is een in Polen gelegen rooms-katholiek bisdom met zetel in de stad Toruń. Het bisdom behoort tot de kerkprovincie Gdańsk, en is samen met het bisdom Pelplin suffragaan aan het aartsbisdom Gdańsk.
Het bisdom heeft een oppervlakte van 5.427 km² en telde in 2020 196 parochies. In dat jaar telde het 625.000 inwoners waarvan 93% katholiek was.

## Geschiedenis
Toruń is een van de jongere Poolse bisdommen. Het werd bij de herstructurering van de Poolse kerk door middel van de apostolische constitutie "Totus Tuus Poloniae populus" in 1992 door paus Johannes Paulus II opgericht. Het gebied van het huidige bisdom bestaat uit delen die daarvoor toebehoorden aan het aartsbisdom Gniezno en het bisdom Pelplin. De toenmalige hulpbisschop van Płock, Andrzej Wojciech Suski, werd de eerste bisschop van Toruń en de Johannes de Doper en Johannes Evangelistbasiliek werd in 1992 verheven tot kathedraal. De Drievuldigheidskerk van Chełmża werd in 1994 cokathedraal.

## Bisschoppen van Toruń
- 1992-2017: Andrzej Wojciech Suski
- 2017- : Wiesław Śmigiel

### Hulpbisschoppen
- 1994-1999: Jan Chrapek
- 2000- : Józef Szamocki

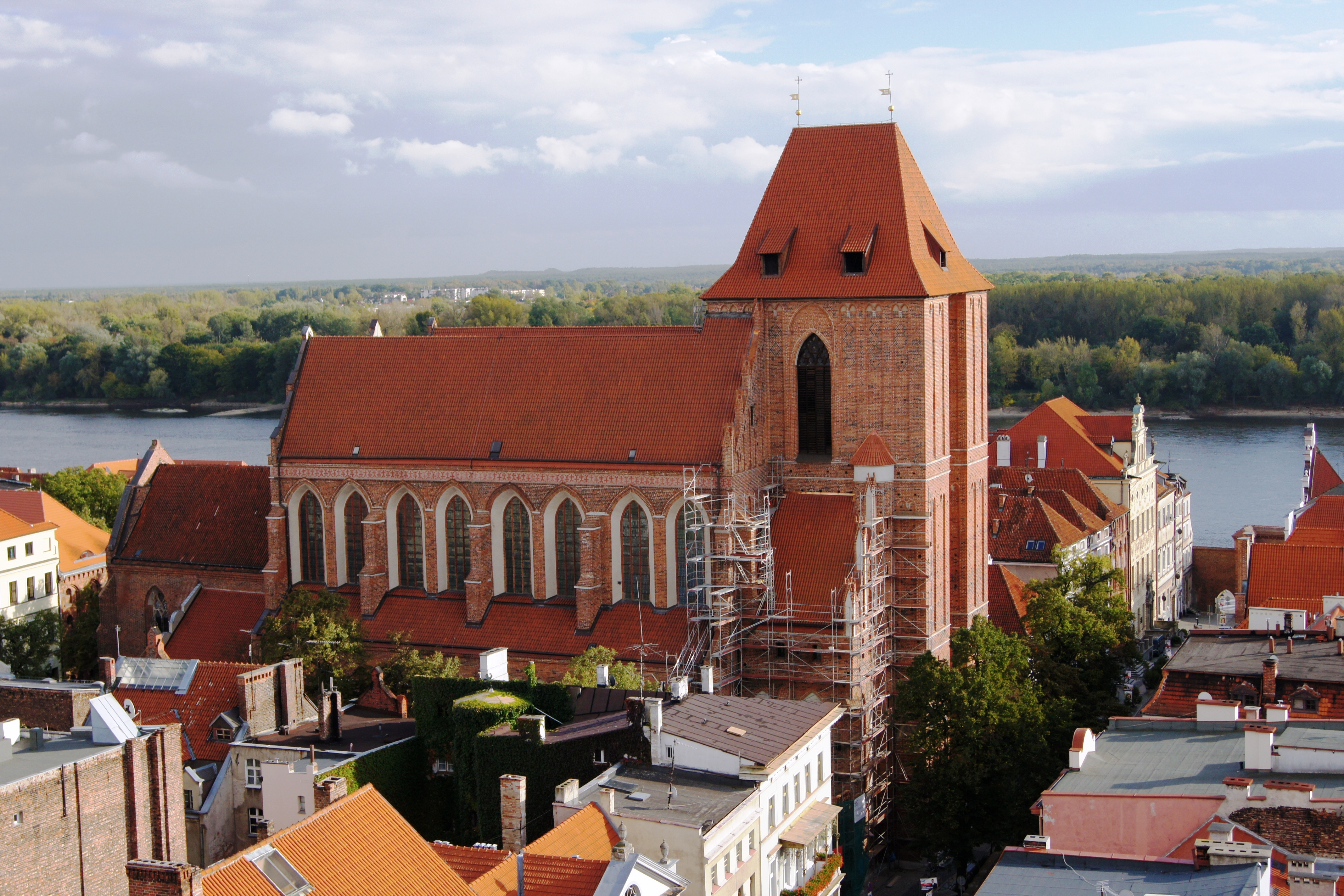
Kathedraal van Toruń
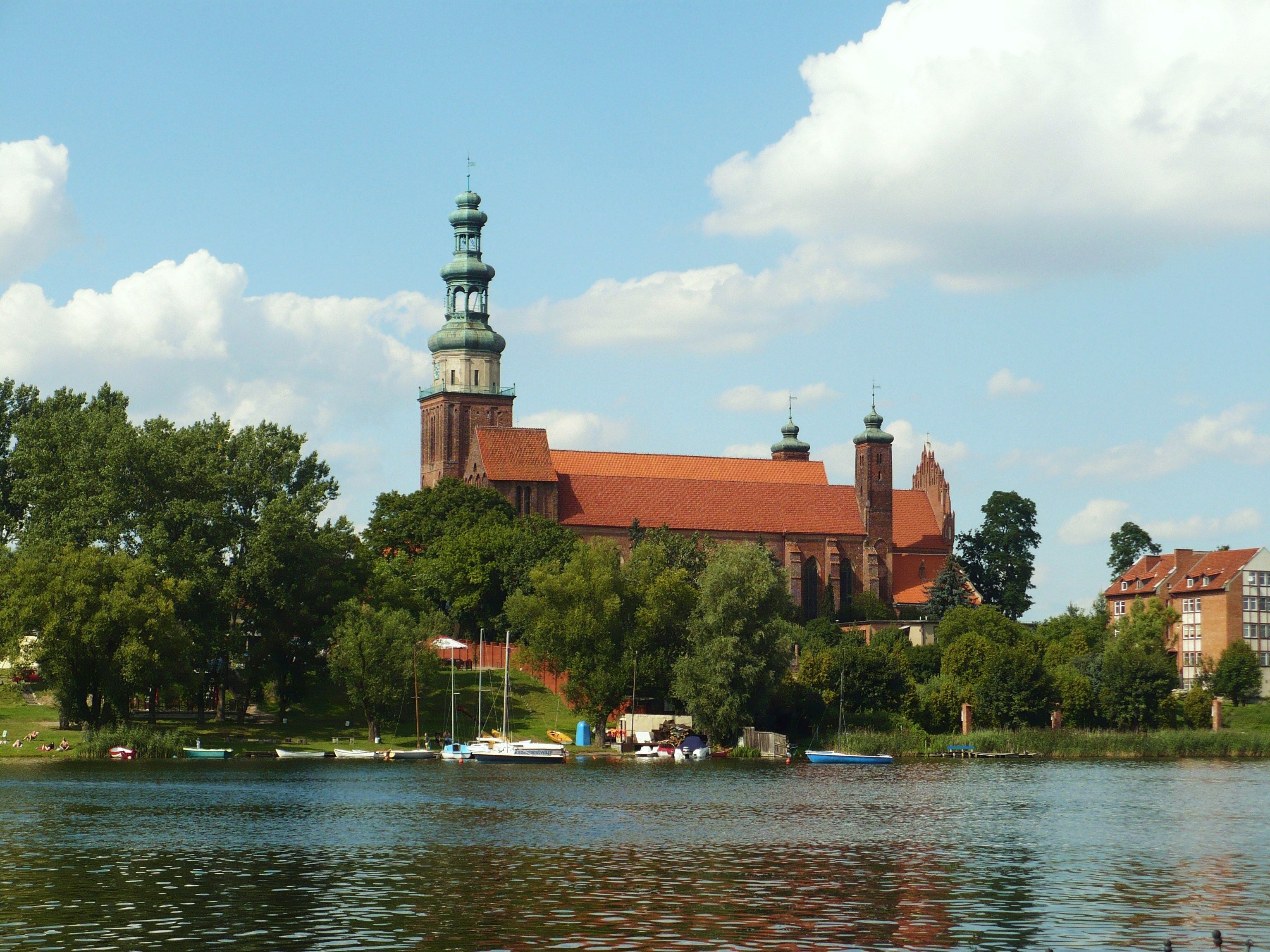
Cokathedraal van Chełmża
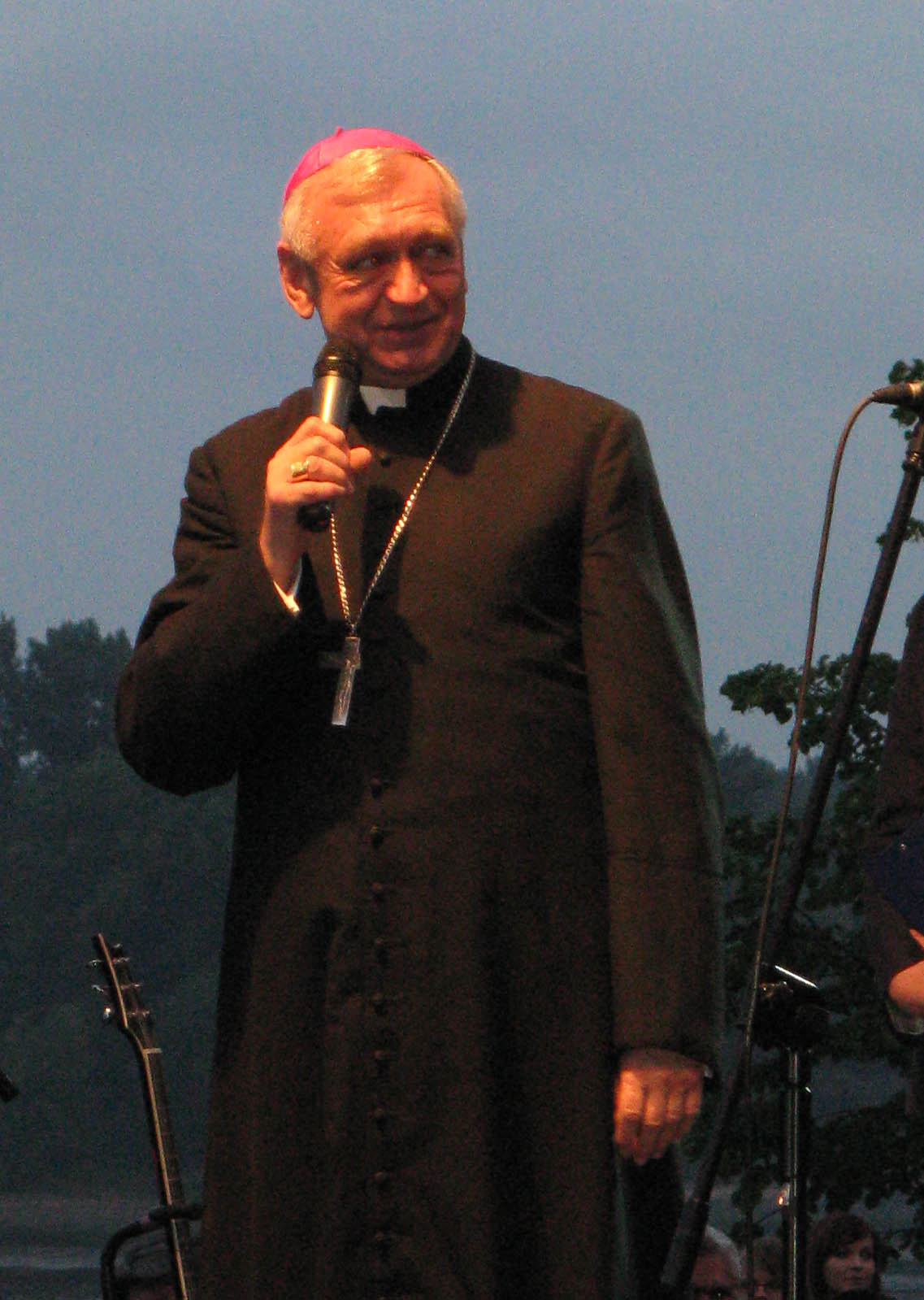
Bisschop Andrzej Wojciech Suski